# Укушенная рана
Уку́шенная (кусаная) ра́на возникает при укусах диких или домашних животных (кошек, собак и других, например грызунов), а также человека. Данный вид раны характеризуется высокой степенью первичной инфицированности благодаря огромному количеству содержащимся в слюне и ротовой полости животных и человека патогенных микробов. Именно поэтому укушенные раны плохо заживают и часто нагнаиваются.
Наиболее тяжёлым осложнением укуса животных является бешенство (вирусная инфекция, распространена среди диких животных, передаётся через укусы или ослюнение повреждённой кожи, как домашним животным, так и человеку). При подозрении на бешенство необходимо введение антирабической сыворотки.
Характерные повреждения кожи и глубоколежащих тканей при укусах человеком отличаются индивидуальными особенностями, которые имеют немаловажное значение при судебно-медицинской экспертизе.